# Віскозиметр

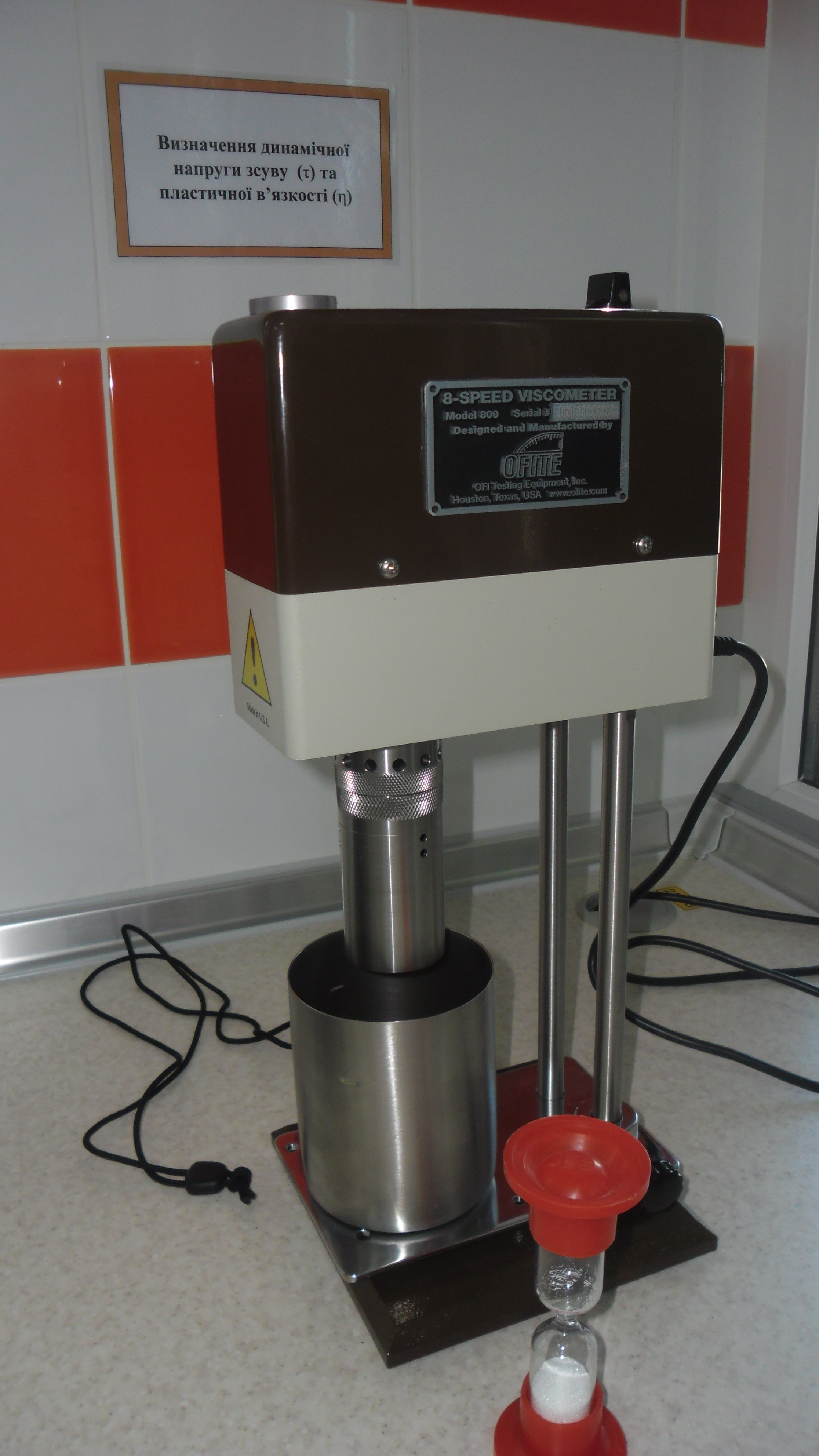
Ротаційний віскозиметр.

Віскозиметр (рос. вискозиметр; англ. viscosimeter; нім. Viskosimeter n, Viskositätsmesser m, Zähigkeitsmesser m) — прилад для визначення в'язкості газів, рідин, суспензій, гідросумішей.

## Різновиди

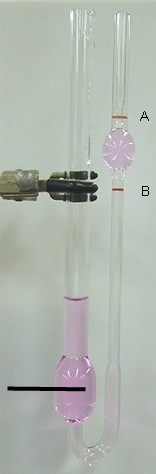
Віскозиметр Освальда.

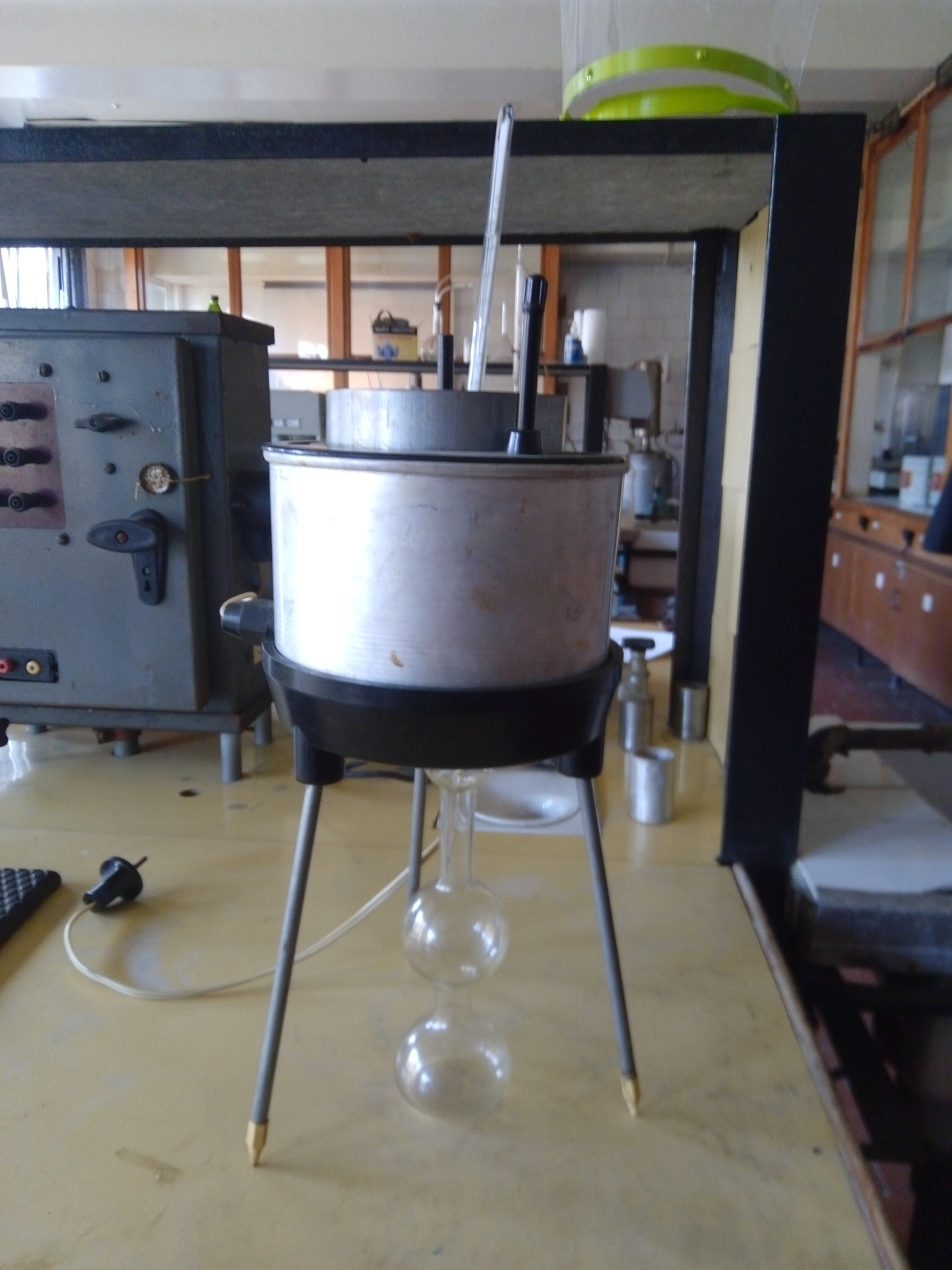
Віскозиметр Енглера.

У ротаційному віскозиметрі досліджуване середовище розміщується в щілині між двома коаксіальними тілами обертання, наприклад, циліндрами, один з яких (зазвичай внутрішній) — нерухомий, а інший може обертатися з певною кутовою швидкістю. Межі вимірювання ротаційного віскозиметра: від 1 до 105 Па×с, відносна похибка: 3-5 %.
У кулькових віскозиметрах в'язкість вимірюють за швидкістю кочення кульки всередині каліброваної трубки, заповненої рідиною або газом, що досліджується. Межі вимірювання: від 10−4 до 5x102 Па с, відносна похибка: близько 0,5 %. Найвідоміший віскозиметр Гепплера.
У віскозиметрах з вібруючим зондом використовується залежність між в'язкістю рідини і резонансною частотою коливань зонда. Оскільки частота залежатиме і від питомої маси (густини) рідини то результати вимірювань не завжди є точними для рідин, чия густина може істотно змінюватися (наприклад, від температури) під час вимірювання .
У капілярних віскозиметрах принцип визначення в'язкості ґрунтується на вимірюванні часу протікання заданого об'єму рідини через вузький отвір або трубку, при заданій різниці тисків. Найчастіше рідина з резервуару витікає під дією власної ваги. За цим принципом діють віскозиметри Енглера та Оствальда. Капілярний віскозиметр є достатньо точним і універсальним, з його допомогою вимірюється в'язкість від 10 мкПа∙с(гази) до 10 кПа∙с. Використовують віскозиметри за ASTM D 445(ГОСТ 33). В'язкість бурових розчинів визначають також в умовних одиницях — секундах — за часом витікання певного обсягу розчину з лійки приладу СПВ-5 через трубку з отвором діаметром 5 мм.

## Використання
Віскозиметри використовуються в ряді галузей — хімічній, паливній, гідротранспортній тощо для визначення в'язкості рідин.
У нафтовій промисловості використовується для визначення в'язкості бурових розчинів, тампонажних розчинів, нафт і нафтопродуктів, технологічних рідин. Найбільше поширення отримали ротаційний і кульковий віскозиметри.
Віскозиметри використовуються в системах автоматичного контроля в'язкості важкого палива (мазуту) при постачанні палива в дизельних двигунах та генераторах. Для цього найчастіше використовують автоматичні капілярні віскозимети та віскозиметри з вібруючим зондом, адже вони дають можливість швидко вимірювати змінення в'язкості.
В'язкість суспензії — один з основних технологічних параметрів, що визначають ефективність важкосередовищної сепарації в збагаченні корисних копалин.